# كليفلاند فورد
كليفلاند فورد (بالإنجليزية: Cleveland Forde) هو منافس ألعاب قوى غياني، ولد في 3 أبريل 1985 في جورج تاون في غيانا.

## وصلات خارجية
- كليفلاند فورد على موقع الاتحاد الدولي لألعاب القوى (الإنجليزية)
- كليفلاند فورد على موقع اتحاد ألعاب الكومنولث (مؤرشف) (الإنجليزية)